# Sergio Bianchi
Sergio Bianchi (21 giugno 1920 – Firenze, 16 aprile 1978) è stato uno scacchista italiano.

## Carriera scacchistica
Protagonista dello scacchismo fiorentino del dopoguerra, fu uno dei primi maestri di Sergio Mariotti. Fu però negli scacchi per corrispondenza che ottenne i migliori risultati.
Maestro ASIGC, nel 1962 vinse il 14º Campionato italiano di scacchi per corrispondenza con una performance eccezionale: una sola patta e tutte le altre partite vinte.
Fece parte più volte della squadra italiana in competizioni internazionali. Nel 1º Campionato Europeo a squadre ottenne più del 50% dei punti; nella 2ª Coppa Latina realizzò il punteggio di 10 su 12.